# Île Newcomb
L'île Newcomb (en russe : Остров Нюкомба, Ostrov N'yukomba) est une île de la terre François-Joseph.

## Géographie
De forme ovale et d'une longueur de 5 km, elle est située à 6 km à l'ouest de l'île Hall. Son point culminant mesure 67 m d'altitude. Elle est pratiquement entièrement libre de glaces. Au sud de l'île, il y a deux hauts rochers de 41 et 21 mètres.

## Histoire
Découverte par Walter Wellman en 1899, elle a été nommée par celui-ci en l'honneur du navigateur Raymond Lee Newcomb (1849-1918) qui, en 1882, partit à la recherche de la Jeannette. Anthony Fiala la visite en 1904 et prouve qu'il s'agit d'une île unique et non d'un groupe comme l'avait pensé Wellman.